# Buckinghamia celsissima
Buckinghamia celsissima är en tvåhjärtbladig växtart som beskrevs av F Muell.. Buckinghamia celsissima ingår i släktet Buckinghamia och familjen Proteaceae. Inga underarter finns listade i Catalogue of Life.